# Weissia jamesonii
Weissia jamesonii là một loài rêu trong họ Pottiaceae. Loài này được Taylor mô tả khoa học đầu tiên năm 1847.